# Caroline Attia
Caroline Attia, francoska alpska smučarka, * 4. julij 1960, Pariz. 
Nastopila je na olimpijskih igrah 1980 in 1984, kjer je dosegla odstop in petnajsto mesto v smuku. V svetovnem pokalu je tekmovala sedem sezon med letoma 1978 in 1985 ter dosegla eno zmago in še štiri uvrstitve na stopničke, vse v smuku. V skupnem seštevku svetovnega pokala je bila najvišje na 21. mestu leta 1983, ko je bila tudi četrta v smukaškem seštevku.